# كرستين أمرتيل
كرستين أميرتيل (بالإنجليزية: Christine Amertil) هي عداءة مسافات قصيرة بهاماسية ولدت في يوم 18 أغسطس 1979 في مدينة ناساو عاصمة جزر البهاماس، أبرز إنجازاتها هو فوزها مع الفريق البهاماسي للسيدات في سباق 4×100 متر بالميدالية الفضية في بطولة العالم لألعاب القوى 2009 في برلين، كما فازت بالميدالية الفضية في سباق 400 متر في بطولة العالم لألعاب القوى داخل الصالات 2003 في برمنغهام وبالميدالية البرونزية في بطولة العالم لألعاب القوى داخل الصالات 2006 في موسكو.

## روابط خارجية
- كرستين أمرتيل على موقع الاتحاد الدولي لألعاب القوى (الإنجليزية)
- كرستين أمرتيل على موقع الدوري الماسي (الإنجليزية)
- كرستين أمرتيل على موقع أوليمبيديا (الإنجليزية)
- كرستين أمرتيل على موقع اتحاد ألعاب الكومنولث (مؤرشف) (الإنجليزية)
- كرستين أمرتيل على موقع دورة ألعاب الكومنولث 2006 (مؤرشف) (الإنجليزية)